# 都恩县
都恩县，中国古县名。
唐朝时置，治所在今广西壮族自治区忻城县东思里堡北。属桂州所领羁縻思顺州。北宋庆历三年（1043年）废。